# Markt 16 (Teupitz)

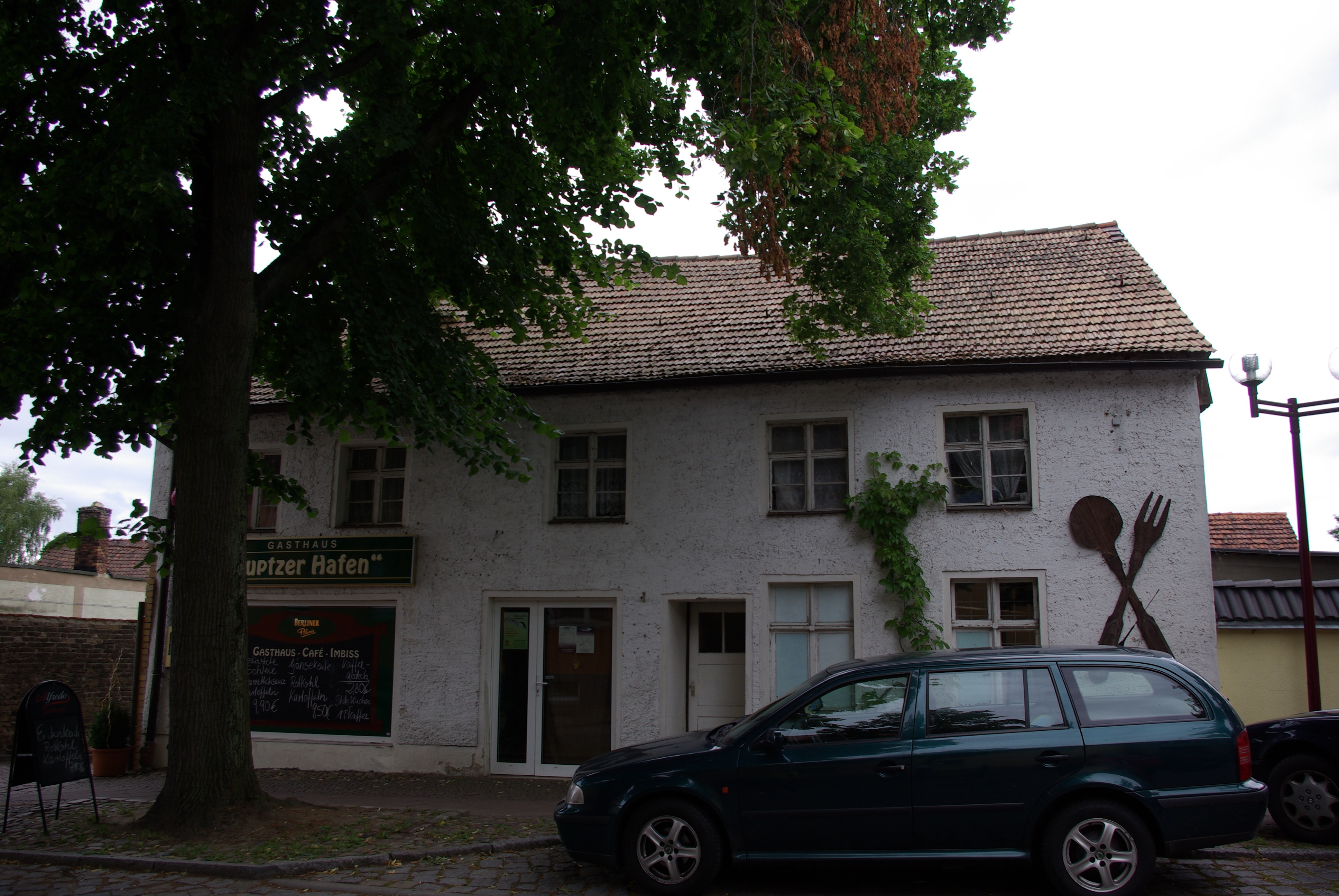
Wohnhaus am Markt 16 in Teupitz

Das Wohnhaus mit der Anschrift Markt 16 ist ein denkmalgeschütztes Bauwerk in Teupitz, einer Stadt im Landkreis Dahme-Spreewald in Brandenburg.

## Lage
Das Gebäude steht wenige Meter vom Stadtzentrum entfernt an der nordöstlichen Seite des historischen Stadtkerns. Östlich des Gebäudes befinden sich weitere denkmalgeschützte Bauwerke, unter anderem das Schloss Teupitz, die Heilig-Geist-Kirche und das Rathaus Teupitz.

## Geschichte
Das Bauwerk entstand auf Bestreben des Kaufmanns Wilhelm Marwitz (1830–1906), der dort im Jahr 1874 das Restaurant Marwitz eröffnete. Neben dem Gastraum befand sich auf dem Gelände eine Gartenhalle sowie eine Anlegestelle für Boote, die Gästen somit eine Anreise über den Teupitzer See ermöglichten. 1902 übernahm sein Schwiegersohn Hermann Lange die Geschäfte; anschließend betrieb der Halber Gastwirt Otto Schneider das Haus bis zu seiner Schließung im Jahr 1922. Es wurde vor dieser Zeit unter anderem von der Schützengilde, dem Teupitzer Sängerkreis und dem Obst- und Gartenbauverein für Veranstaltungen genutzt. Am Ufer des Gasthauses eröffnete 1912 die erste städtische Badeanstalt. In der Gartenhalle gründete sich am 17. November 1918 der Arbeiter- und Soldatenrat von Teupitz. Nach der Schließung des Gebäudes stand es über viele Jahrzehnte leer. 1997 eröffnete ein Hafencafé, das seit dieser Zeit wieder Bootsfahrten und einen Bootsverleih anbietet.

## Architektur
Das Gebäude entstand aus Fachwerk, das flächig verputzt ist. An der Front befindet sich im linken Bereich ein großes Schaufenster, das im Jahr 2017 zugesetzt ist. Daneben ist eine große Eingangstür, gefolgt von einer weiteren, deutlich kleineren Tür sowie zwei Fenstern. Im oberen Stockwerk des zweigeschossigen Bauwerks sind fünf kleinere, rechteckige Fenster. Das Haus hat ein schlichtes Satteldach.